# Drehstromantrieb (Eisenbahn)
Die Drehstromantriebstechnik ist eine Art des Antriebs für elektrische und dieselelektrische Triebfahrzeuge, bei der dreiphasige Drehstrommotoren für den Antrieb eingesetzt werden. Eine elektrische Lokomotive mit Drehstromantrieb wurde erstmals 1892 von Siemens & Halske gebaut. Der Einsatz von Drehstrommotoren bietet generell Vorteile durch hohe Effizienz bei vergleichsweise geringem Wartungs- und Materialaufwand.
Grundsätzlich gibt es drei Varianten des Drehstromantriebs, bedingt durch die unterschiedliche Erzeugung und Zufuhr des Drehstroms in das Triebfahrzeug: Drehstromzuführung ins Fahrzeug über mehr als einpolige Oberleitung oder die Einphasen-Wechselstrom-Oberleitung mit Drehstromgewinnung im Fahrzeug, früher durch mechanische Umformer, inzwischen durch elektronische Umrichter.

## Drehstromzuführung über Oberleitung

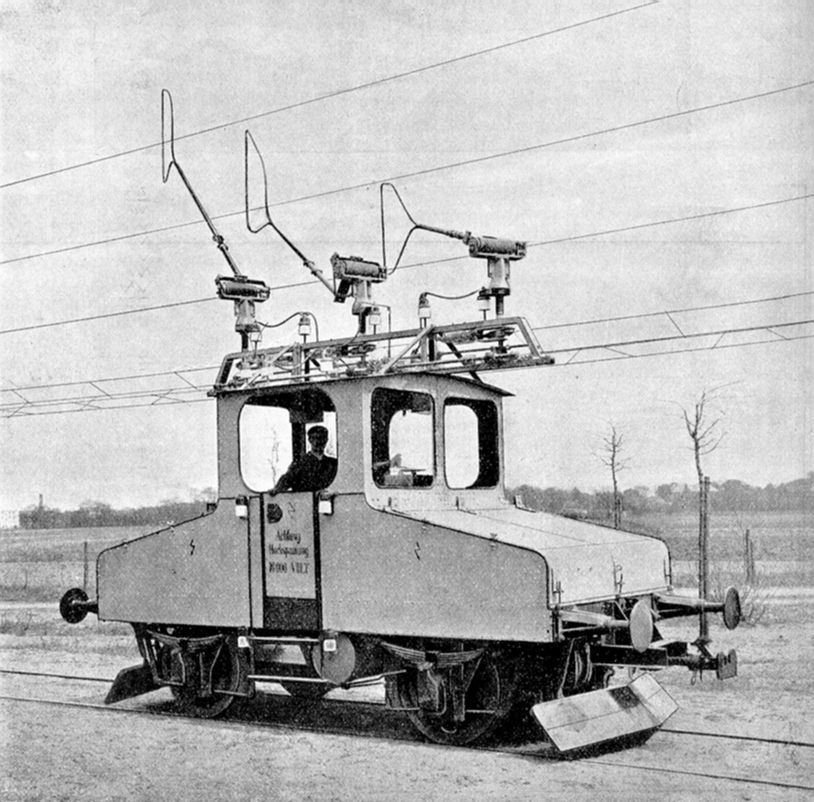
Siemens Fahrzeug von 1899 für den Versuchsbetrieb Groß-Lichterfelde - Zehlendorf

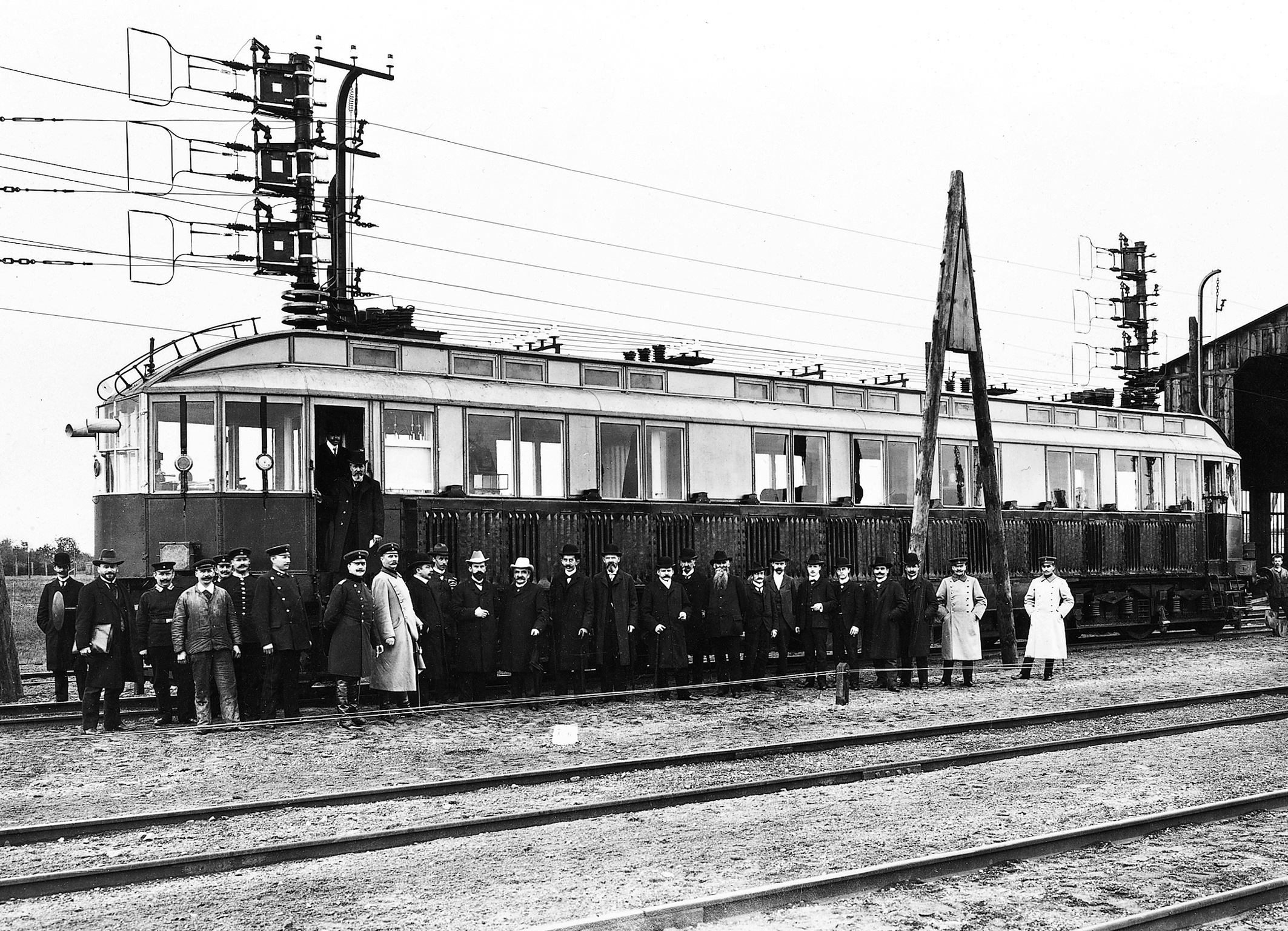
Siemens Drehstromtriebwagen mit zwei dreipoligen Stromabnehmern, erreichte 1903 eine Höchstgeschwindigkeit von 209 km/h

Bei den ersten Versuchsanordnungen wurde der Drehstrom dem Triebfahrzeug über eine seitliche dreipolige Fahrleitung zugeführt, was aufwendige Konstruktionen der Oberleitungen und der Stromabnehmer erfordert. Für die Gestaltung der dreipoligen Oberleitungen im Bereich von Weichen und Kreuzungen konnten keine für den Regelbetrieb praktikablen Lösungen gefunden werden.
Nachdem Siemens & Halske in den Jahren 1899 und 1900 auf einer kurzen Versuchsstrecke in Groß-Lichterfelde bei Berlin die grundsätzliche Eignung von Drehstrom für Bahnen nachweisen konnte, sollten anschließend Versuchsfahrten auf einer längeren Eisenbahnstrecke durchgeführt werden. Mit der Inbetriebnahme des Kraftwerks Oberspree, des ersten Drehstromkraftwerks Deutschlands, stand ab 1897 im Raum Berlin eine leistungsfähige Stromversorgung zur Verfügung. Für die Versuche wurde mit der Studiengesellschaft für Elektrische Schnellbahnen ein neues Unternehmen gegründet, an dem namhafte Unternehmen der Elektro-, Maschinenbau- und Waggonbauindustrie beteiligt wurden. Auf dem 23 km langen geradlinigen Abschnitt Marienfelde–Zossen der Königlich Preußischen Militär-Eisenbahn wurde die Versuchsstrecke eingerichtet. Im Jahr 1901 wurden die ersten Fahrten durchgeführt, die viele neue Erkenntnisse für den Eisenbahnbetrieb brachten, insbesondere für die Gestaltung des Oberbaus und der Fahrzeuge. Nach der Ertüchtigung von Strecke und Fahrzeugen konnte 1903 ein Geschwindigkeitsweltrekord mit 210,3 km/h erreicht werden.
Da eine dreipolige Oberleitung wie bei den Versuchsstrecken an vielen Orten keinen Platz fand, wurde bei den kommerziellen Drehstromelektrifikationen ab 1896 der Weg über eine zweipolige Fahrleitung gewählt und die dritte Phase an Erde gelegt, den dritten Pol bilden also die Schienen. Derart elektrifizierte Bahnen existieren heute noch vier, nämlich die Zahnradbahnen auf die Jungfrau und den Gornergrat in den Schweizer Alpen, die Chemin de Fer de la Rhune in den französischen Pyrenäen sowie die Corcovado-Bergbahn in Brasilien.
Als erste Hauptbahnlinie der Welt wurde im Jahr 1902 die Veltlinbahn und von ihr ausgehend ein größeres Drehstrom-Netz in Norditalien ebenfalls mit zweipoliger Oberleitung elektrifiziert, das bis in die 1970er Jahre betrieben wurde. 1906 folgte der Drehstrombetrieb Brig–Iselle mit dem 19,8 km lange Simplontunnel, der zu diesem Zeitpunkt nur mit Drehstrombahnen sicher betrieben werden konnte. Um eine ununterbrochene Stromzuführung aller Phasen im Weichenbereich zu gewährleisten, verkehren die Triebfahrzeuge auf derartigen Strecken mit gehobenen Stromabnehmern an beiden Fahrzeugenden.
| Spurweite | Von            | Bis     | Spannung (Volt) | Frequenz | Bahngesellschaft, Strecke, Bemerkung |
| --------- | -------------- | ------- | --------------- | -------- | --- |
| 1435      | 1898           | 1901    | 10.000          | 38 – 48  | Siemens & Halske / kurze Drehstrom-Versuchsstrecke Groß-Lichterfelde–Zehlendorf bei Berlin mit dreipoliger Fahrleitung neben der Strecke |
| 1435      | 1901           | 1903    | 10.000          | 38 – 48  | Studiengesellschaft für Elektrische Schnellbahnen / Schnellfahrversuche auf der Militäreisenbahn Marienfelde–Zossen bei Berlin mit dreipoliger Fahrleitung neben der Strecke |
| 1000      | 1895           | 1910    | 400             | 40       | TEL: Tram Lugano, Versuchsbetrieb mit 350 Volt ab Dezember 1895, ab 1910 Gleichstrombetrieb |
| 1000      | 1898 1930      | (heute) | 550 750         | 40 50    | Gornergratbahn: Zermatt–Gornergrat |
| 0800      | 1899           | 1960    | 500             | 40       | Riffelalptram: Riffelalp Station–Riffelalp Hotel, eingestellt nach Hotelbrand, heute wieder in Betrieb mit Akkus |
| 1000      | 1898 1960 1964 | (heute) | 650 1125        | 40 50    | Jungfraubahn Kleine Scheidegg–Eigergletscher, 2. August 1899 Rotstock, 18. Juni 1903 Eigerwand, 25. Juli 1905 Eismeer, 1. August 1912 Jungfraujoch, ursprüngliche Frequenz auch mit 38 Hz angegeben |
| 1000      | 1898           | 1964    | 750             | 33       | StEB Stansstad–Engelberg, 1964 mit Brünigbahn verbunden und auf Wechselstrom umgestellt |
| 0600      | 1898           | 1908    | 200             | --       | Hoteltram Évian-les-Bains (300 m) |
| 1435      | 1899           | 1932–33 | 750             | 40       | EB/BTB Burgdorf–Thun, ab 17. Juni 1919 auch EB Hasle-Rüeggsau–Langnau, 1932–33 auf Wechselstrom umgestellt |
| 1000      | 1900           | 1914    | 500             | 40       | SSS/SStB Schwyz Bahnhof–Schwyz, 1914 bis Ibach verlängert und auf Gleichstrom umgestellt, 1963 eingestellt |
|           | 1899           | 1...    | 3000            | 16 2⁄3   | Ganz-Versuchsstrecke auf der Óbuda-Insel 1,5 km |
| 1435      | 1900           | 1911    | 3000            | 16 2⁄3   | Wöllersdorfer Werke in Wöllersdorf-Steinabrückl von Firma Ganz, Ungarn |
| 1435      | 1902           | 1976    | 3600            | 16 2⁄3   | RA/FS Veltlinbahn Lecco–Chiavenna/Sondrio, Hersteller Ganz; ausgeweitet auf Monza–Lecco, FAV/FS Sondrio–Tirano (insgesamt 130 km, bis 1930 mit 3000 V/15 Hz). Ab 1914 zusammenhängendes Netz von der französischen Grenze in Menton (Ligurische Küste) und Modane (italienischer Teil der Mont-Cenis-Bahn), via Turin und Giovipass bis Genua, Livorno und Fornovo, darin Alessandria/Asti-S.Giuseppe di Cáiro als letzte bis 1976 in Betrieb, und isoliert davon: Trento–Brenner sowie Bozen–Meran (elektrifiziert 1929–34, umgestellt 1952 und 1965), Firenze-Bologna (elektrifiziert 1927, umgestellt 1934–35), heute alle Strecken 3000 V Gleichstrom |
| 1435      | 1928           | 194.    | 10.000          | 45       | FS Rom–Tivoli–Sulmona (23. März 1929), ab 1935 nur noch Mandela–Sulmona, im Zweiten Weltkrieg beschädigt, danach mit 3000 V Gleichstrom wiederaufgebaut (siehe Ferrovia Roma-Sulmona-Pescara) |
| 1000      | 1905           | 1969    | 750             | 50       | BrMB Brunnen–Morschach–Axenstein, 1969 eingestellt und abgebrochen |
| 1435      | 1906           | 1930    | 3000            | 16       | SBB/BBC Drehstrombetrieb Brig–Iselle (Simplontunnel), vom 31. Juli 1919 bis 1927 ausgeweitet auf Brig–Sion, umgestellt auf Wechselstrom |
| 1435      | 1909           | 1927    | 6600            | 25       | Great Northern: alter Cascade-Tunnel, USA, umgestellt auf Wechselstrom, 1929 durch neuen Tunnel ersetzt, ab 1956 Dieselbetrieb |
| 1435      | 1909           | 1958    | 500             | 50       | Bergbahn Rheineck-Walzenhausen: Tram Rheineck Bahnhof–Talstation der Standseilbahn, heute durchgehender Betrieb Zahnrad- und Adhäsionsbahn |
| 1000      | 1910 1976      | (heute) | 750 900         | 50 60    | Corcovado-Bergbahn: Rio de Janeiro–Corcovado |
| 1668      | 1911           | 1966    | 5200            | 25       | Compañía de los Caminos de Hierro del Sur de España, dann Compañía de los Ferrocarriles Andaluces, schließlich RENFE: Santa Fe–Gérgal, etappenweise erweitert auf Almería–Nacimiento (1963, 46,8 km), nur für Erzzüge, ab 1989 Gleichstrombetrieb, 1996 Mine geschlossen, nur noch Dieselbetrieb |
| 1000      | 1912           | 1966    | 3000            | 50       | CFHMP Bergbahn Luchon–Superbagnères |
| 1000      | 1924 1930      | (heute) | 3000            | 25 50    | VFDM/CFTA Chemin de Fer de la Rhune: Col de St-Ignace–La Rhune |
| 0900      | 1927           | 1949    | 3000            | 50       | Rheinische AG für Braunkohlebergbau und Brikettfabrikation (RAG) (Privatbetreiber): Zahnradbahn Tagebau Gruhlwerk in Kierberg bei Köln: die 700 Meter lange Strecke verband die Braunkohle-Tagebaue mit der Brikettfabrik des Gruhlwerkes. dreipolige Fahrleitung |
| 1200      | 1950           | 1975    | 500             | 50       | StGM: St. Gallen–Mühlegg, Umbau aus Standseilbahn, 1975 Umbau zu automatischer Standseilbahn mit einem Wagen |

## Drehstromgewinnung mit Umformer

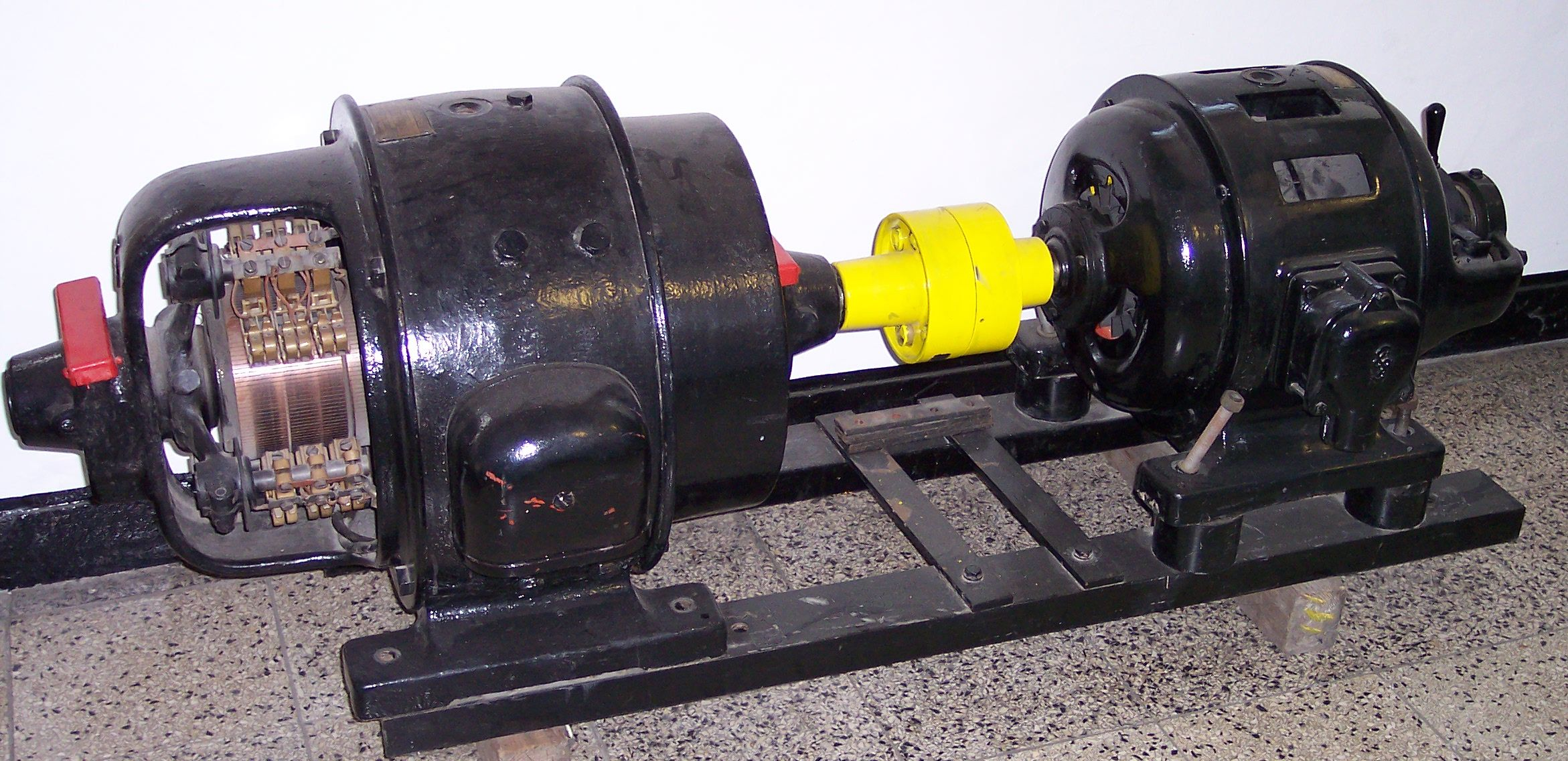
Rotierender Umformer. Links die Gleichstrommaschine, rechts der Drehstromgenerator

Bei einem Umformer, bestehend aus zwei rotierenden elektrischen Maschinen, treibt ein Gleich- oder Wechselstrommotor über eine gemeinsame Achse einen Drehstromgenerator an, welcher den Drehstrom für die Drehstrommotoren erzeugt. So wird aus dem Gleich- oder Wechselstrom der Fahrleitung in der Lokomotive der Drehstrom erzeugt. Erstmals wurde dieses Prinzip 1923 von Kálmán Kandó praktisch ausgeführt mit dem Bau der MÁV-Baureihe V50, die aus der Fahrleitung Einphasenwechselstrom mit Industriefrequenz bezog, welcher durch einen rotierenden Umformer in Drehstrom für die zwei Fahrmotoren umgewandelt wurde.

## Drehstromantrieb mit Umrichter

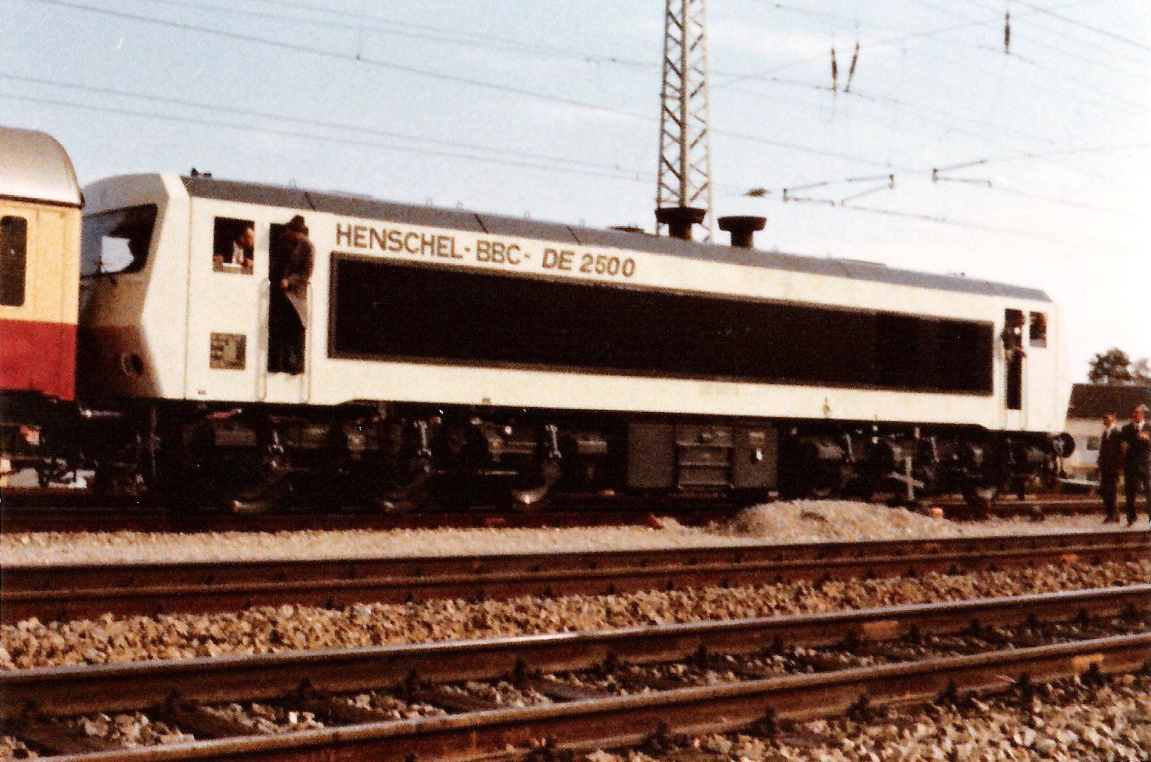
202 002 (DE 2500) in München, Oktober 1971

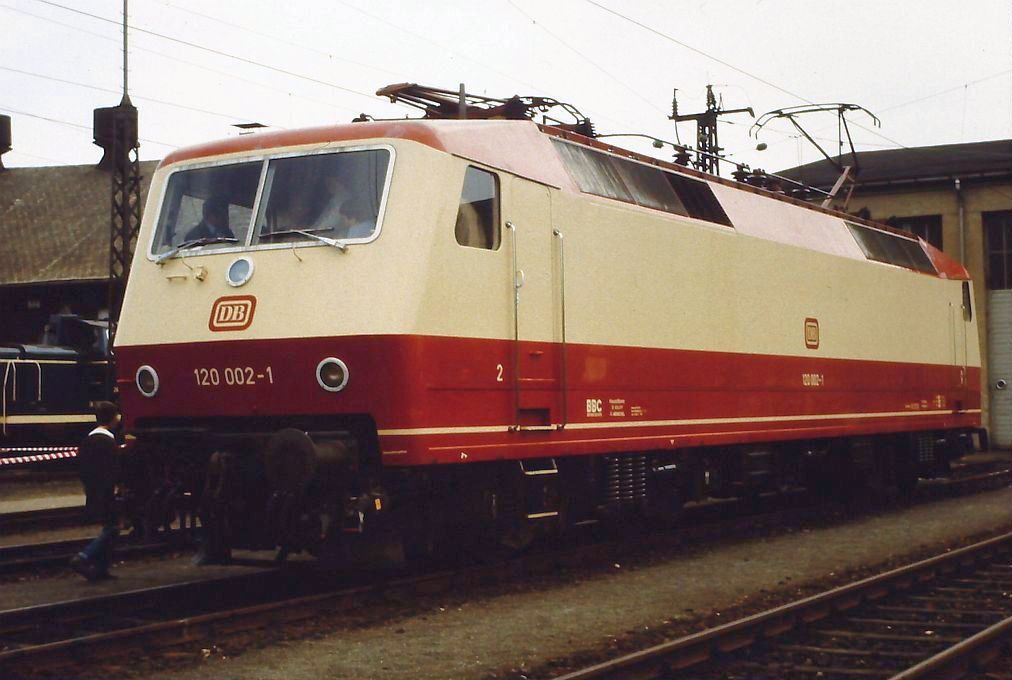
120 002 in Würzburg 1984

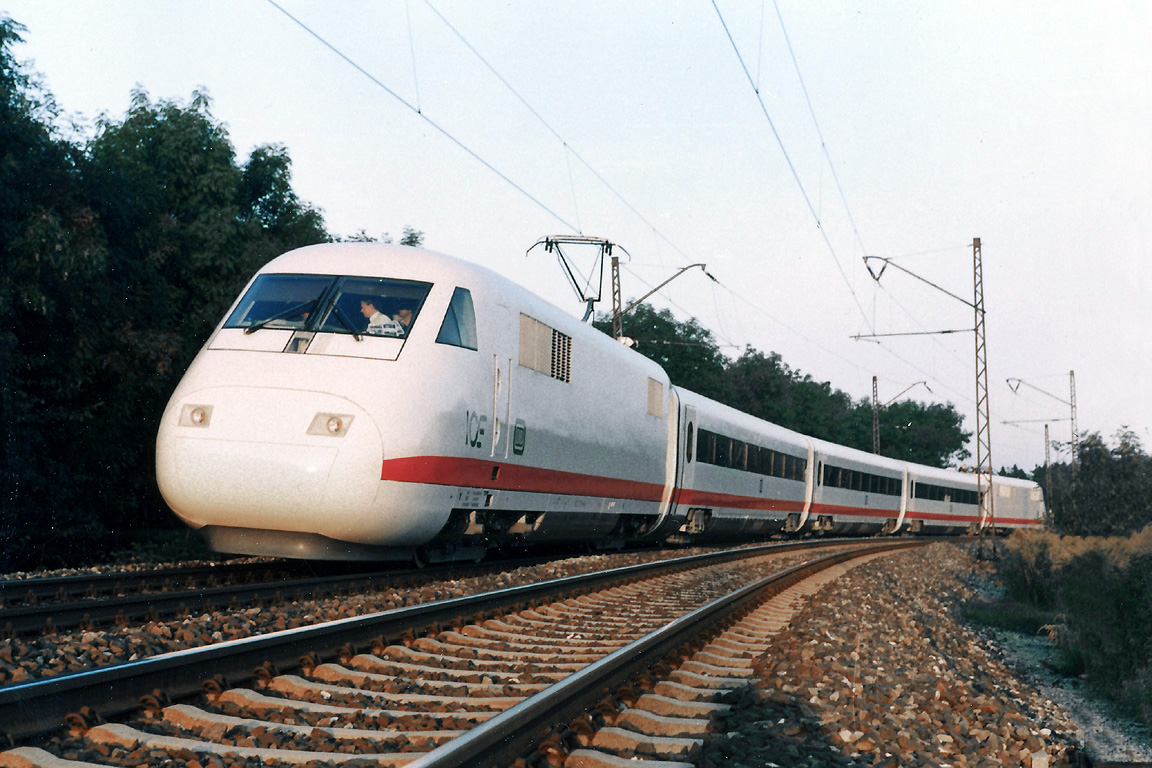
InterCityExperimental 1985

### Allgemeines
Mittels Leistungselektronik werden bei Frequenzumrichtern die Drehstrommotoren in der Lok angesteuert, wobei die elektrische Energie erst an Bord aus dem über die Fahrleitung zugeführten Gleichstrom oder Einphasen-Wechselstrom in Traktionsumrichtern in Drehstrom umgewandelt wird. Die Motoren sind über die Stromrichter gut zu steuern und zeichnen sich durch eine sehr gute Leistungsfähigkeit bei geringerem Gewicht aus.

### Geschichte
Bereits vor der Entwicklung der Drehstromantriebstechnik wurden Halbleiterbauelement, konkret Thyristoren, in größerem Umfang als Lastschalter in den Schaltwerken der letzten Exemplare der Einheitselektrolokomotiven der DB, bei deren Nachfolgern sowie bei den Lokomotiven der DB-Baureihe 103 und bei der Deutschen Reichsbahn als Thyristorsteller eingesetzt. In den später entwickelten Phasenanschnittsteuerung der S-Bahn-Triebwagen der DB-Baureihe 420, der Lokomotiven der DB-Baureihe 181.2, der ÖBB-Reihe 1044 und der SJ-Reihe Rc wurden ebenfalls Thyristoren eingesetzt. Diese mussten nur so schnell schalten, wie es die Netzfrequenz erforderte und wurden deshalb als Netzthyristoren oder auch langsame Thyristoren bezeichnet.
Für die Drehstromantriebstechnik waren diese Netzthyristoren jedoch nicht geeignet, da hierfür die Ströme bezogen auf die Halbwelle der Wechselspannung mehrfach ein- und ausgeschaltet werden mussten. Die hierfür erforderlichen schnellen Thyristoren (sogenannte Frequenzthyristoren) mit kurzen Freiwerdezeiten und hohen Schaltfrequenzen von 200 bis 500 Hz waren ein wichtiger Fortschritt in der Halbleitertechnik und wurden erstmals Anfang der 1970er Jahre in den dieselelektrischen Versuchslokomotiven der Baureihe Henschel-BBC DE 2500 erprobt. Nach erfolgreicher Erprobung wurde die Drehstromantriebstechnik mit Frequrenzthyristoren zunächst 1976 bei einer Kleinserie der Henschel E 1200 für die Ruhrkohle AG und dann ab 1979 (Vorserie) bzw. ab 1987 (Serienlieferung) in der ersten größeren Serie von Elektrolokomotiven mit Traktionsumrichtern, der DB-Baureihe 120 am heutigen Alstom-Standort Mannheim eingesetzt. Der Baureihe 120 folgten die Lokomotiven der Reihe DSB EA. Die Antriebstechnik der Baureihe 120 wurde ab 1983 in den Versuchszug InterCityExperimental und ab 1988 in die Serienlieferungen des ICE 1 übernommen. Die eingesetzten Frequenzthyristoren erforderten für die Zwangskommutierung, d. h. für den Auschaltvorgang, aufwendige Kommutierungsschaltungen, bestehend aus Hilfsventilen und Schwingkreisen. Die Frequenzthyristoren hatten zunächst nur eine Sperrspannung bis 1400 V. Um Parallelschaltungen zu vermeiden, wurde damals eine Zwischenkreisspannung von 2800 V eingeführt. Dies hatte jedoch zur Folge, dass zur Erhöhung der Sperrspannung vier Thyristoren in Reihe und zur Erhöhung der Strombelastbarkeit vier Thyristoren parallel geschaltet werden mussten, was die Komplexität der Stromrichter erhöhte.
Die Entwicklung der am Gate ausschaltbaren GTO-Thyristoren (Gate-Turn-off-Thyristoren) in den 1980er Jahren in Japan brachte wesentliche Vereinfachungen in den Stromrichtern. Die ersten GTOs hatten bereits eine Sperrspannung von 2500 V, die von BBC bei den Lokomotiven der Reihen SLM Re 456 und SBB Re 450 mit einer Zwischenkreisspannung von 1400 V umgesetzt wurde. Bis Ende der 1980er Jahre wurde die Sperrspannung der GTOs auf 4500 V und der Abschaltstrom auf 3000 A erhöht, so dass Zwischenkreisspannungen von 2800 V realisiert werden konnten. Die Lokomotiven der Reihe SBB Re 460 (Lok 2000) wurden mit Stromrichtern mit diesen GTOs in sogenannter Dreipunkt-Topologie ausgerüstet.
Ab 1989/1990 wurden ein Teil der ICE 1-Serienfahrzeuge, die Triebwagen NSB Type 70 und die Euroshuttle-Lokomotiven Klasse 9 mit Stromrichtern mit 2800 V Zwischenkreisspannung und GTOs mit 4500 V Sperrspannung in der sogenannten Zweipunkt-Topologie ausgerüstet. Diese Zweipunktstromrichter mit 4,5-kV-GTOs und 2,8-kV-Zwischenkreisspannung wurde bis in die frühen 2000er Jahre bei Siemens und ABB/Bombardier zum Standard. In 3-kV-Gleichspannungsnetzen wurden zuletzt auch noch 6,5-kV-GTOs eingesetzt.
Ab Anfang der 2000er Jahre wurden die Thyristor- und GTO-Antriebe durch IGBT-Antriebe verdrängt. Bei den IGBTs konnte auf eine aufwendige Beschaltung verzichtet werden und sie können im Kilohertz-Bereich getaktet werden. Durch IGBTS konnten im Vergleich zu GTOs Kosten, Masse und Bauraum reduziert sowie Wirkungsgrad und Zuverlässigkeit verbessert werden.